# Жаке Мантуанский
Жаке́ Мантуа́нский, Жак Мантуанский (Jacquet, Jachet, Giachetto de Mantua) (род. 1483, Франция — умер 2 октября 1559, Мантуя) — французский композитор, работавший в Италии. Опытный мастер полифонии, представитель франко-фламандской школы, относящийся к поколению после Жоскена Депре.

## Очерк жизни и творчества
О музыкальном образовании Жаке ничего неизвестно. В 1519 году — певчий при дворе Эрколе Рангони в Модене. В 1516 и 1524 годах получал гранты от феррарских герцогов Эсте (с большой вероятностью, на сочинение новой музыки). С 1526 года работал в Мантуе, в 1534 году занял пост капельмейстера кафедрального собора в Мантуе, где служил до конца дней. Патроном Жаке в мантуанские годы был епископ Мантуанский, кардинал Эрколе Гонзага (1505–1563).
Наследие Жаке составляет почти исключительно духовная вокальная (многоголосная) музыка: 24 мессы, около 110 мотетов и сочинения прочих форм, приуроченных к католическому оффицию (гимны, магнификаты, ламентации). Многоголосные обработки псалмовых текстов Жаке писал в соавторстве с Адрианом Виллартом (сборник 1550 года) и Киприаном де Роре (сборники 1554 и 1570 годов). Чаще других при жизни печатали мотет Aspice Domine; у современных хористов популярен 4-голосный мотет O Jesu Christe, который зачастую ошибочно приписывают Жаке Берхемскому.
Среди очень немногочисленных светских сочинений — 4-голосная застольная песня «Canamus et bibamus» (1531) и 5-голосная «Jucundum mea vita» на слова Катулла (1551).
Жаке испытал большое влияние стиля и техники Жоскена Депре. По следам Жоскена написал две мессы с использованием soggetto cavato. Одна из них – «Ferdinandus dux Calabriae» (Фердинанд, герцог Калабрии), другая называется так же, как у Жоскена («Hercules dux Ferrariae»), но посвящена Эрколе II д’Эсте и базируется на другом, нежели у Жоскена, cantus firmus, извлечённом из панегирической фразы «Hercules vivet usque in aeternum». В 1554 году в память о Жоскене Жаке написал 5-голосную элегию «Dum vastos Adriae fluctus», в которую искусно вмонтировал фразы из пяти (!) жоскеновских мотетов — «Praeter rerum seriem», «Stabat mater», «Inviolata integra et casta es», «Salve Regina» и «Miserere».
Наряду со многими другими композиторами своей эпохи Жаке отдал дань популярной песне Fortuna desperata. Как это часто делали его современники, Жаке использовал тенор этой песни в собственном мотете «Ave mater matris Dei» в функции своеобразного «музыкального» символа Фортуны.

## Рецепция
О европейской славе Жаке свидетельствовал гуманист Козимо Бартоли, который включил его в свой «похвальный список» (в книге «Академические рассуждения...», 1567) наряду с другими франко-фламандскими знаменитостями — Киприаном де Роре, Якобом Аркадельтом, Филиппом Вердело, Якобом Клементом, Хенриком Изаком и другими. Музыку Жаке Мантуанского взял за основу в своих мессах «Aspice Domine», «Repleatur os meum», «Salvum me fac» и «Panis quem ego dabo» Дж. П. да Палестрина. Тематический материал Жаке использовали в своих обработках также Филипп де Монте, Орландо Лассо, Клаудио Меруло и другие композиторы XVI века.
Современное собрание сочинений Жаке Мантуанского опубликовали Ф. Т. Джексон и Дж. Нуджент, в рамках авторитетной серии Corpus mensurabilis musicae (CMM 54). По состоянию на 2025 год вышли 7 томов, издание продолжается.